# Алвес Нобре, Ромуло
Ромуло Алвес Нобре (порт. Rômulo Alves Nobre) (28 сентября 1986, Форталеза, Бразилия), более известный как просто Ромуло (порт. Rômulo) — бразильский футболист, выступающий за сборную России по мини-футболу.

## Биография
Несколько лет Ромуло играл в бразильских клубах, пока в начале 2010 года не перебрался в испанский чемпионат, став игроком клуба «Карнисер Торрехон». Там он хорошо проявил себя, став одним из лидеров команды. И по истечении сезона бразилец перешёл в российский клуб «Динамо».
В первом же своём сезоне в составе московской команды Ромуло удалось выиграть и Чемпионат, и Кубок страны. Осенью 2011 года бразильцу указом президента России было присвоено российское гражданство. Вскоре после этого Ромуло отправился на сбор сборной России по мини-футболу. Дебютировал в сборной только в 2015 году в товарищеских матчах. Первым официальным турниром за сборную России стал чемпионат Европы по мини-футболу 2016.
После банкротства московского «Динамо» перешёл в «Барселону». Отыграв в команде один год, он вернулся в Россию в «Газпром-Югру». Летом 2018 года перешёл в КПРФ.

## Достижения
- Чемпион России по мини-футболу (5): 2010/11, 2011/12, 2012/13, 2015/16, 2019/20
- Обладатель Кубка России по мини-футболу (4): 2010/11, 2012/13, 2013/14, 2014/15
- Обладатель Межконтинентального Кубка по мини-футболу (1): 2013
- Серебряный призёр Кубка УЕФА по мини-футболу (3): 2011/12, 2012/13, 2013/14
- Серебряный призёр Чемпионата Европы по мини-футболу (1): 2016
- Серебряный призёр Чемпионата мира по мини-футболу (1): 2016
- Чемпион Бразилии (CBFS) (1): 2024
- Обладатель Кубка Северо-Востока Бразилии[порт.]: 2024